# مجمع الملك عبد العزيز للمكتبات الوقفية
مجمع الملك عبد العزيز للمكتبات الوقفية هو مشروع حكومي سعودي، صدرت الموافقة على إنشائه في 9 شعبان 1436هـ، ويهدف للمحافظة على المكتبات الوقفية وخدمتها وإتاحتها للعامة.

## المهام
- عمل الأبحاث والدراسات وتشجيع البحث العلمي في مجال اختصاصاته.
- العناية بالمقتنيات النادرة التي لدى المجمع والمحافظة عليها، وعرضها متحفيا وفق أعلى المستويات والمعايير الدولية.
- تطوير منهجية علمية وعملية للمحافظة على المكتبات الوقفية ذات المحتويات النادرة.
- نشر المعرفة والوعي بالمخطوطات وأهمية العناية بها.
- الإسهام في التعريف بالتراث الحضاري العربي والإسلامي المخطوط، وإبرازه ونشره.
- بناء قواعد معلومات إلكترونية متقدمة بمحتويات المجمع.
- الإسهام في تقديم الخدمات العلمية للأفراد والأجهزة الحكومية والخاصة والمراكز العلمية وغيرها.
- إقامة المعارض والمؤتمرات والندوات عن المكتبات الوقفية وتنظيمها.
- المشاركة في اللقاءات والمؤتمرات المحلية والدولية الداخلة في مجال اختصاصه.
- التعاون وتبادل المعلومات والمطبوعات مع المكتبات والهيئات المحلية والدولية.

## مجلس الأمناء
- أمير منطقة المدينة المنورة. رئيسًا.
- وزير الثقافة. نائبًا.
- رئيس مجلس إدارة الهيئة العامة للأوقاف.
- محافظ الهيئة العامة للأوقاف.
- ممثل من وزارة المالية.
- ممثل من وزارة التعليم.
- ممثل من وزارة الثقافة.
- ممثل من مكتبة الملك فهد الوطنية.
- ممثل من دارة الملك عبد العزيز.
- أمين عام المجمع.
- أحد أئمة المسجد النبوي.
- خمسة من أهل الاختصاص.

## الأمين العام
د. فهد بن مبارك بن عبدالله الوهبي

## أهم المكتبات
يضم المجمع مجموعة من أشهر المكتبات الوقفية في العالم؛ من أشهرها مكتبة المصحف الشريف، ومكتبة الشيخ عارف حكمت -رحمه الله- التي اشتهرت عالميًّا منذ أن كانت جنوب الحرم النبوي الشريف قبل التوسعات، واستمرت العناية بها والحفاظ على ممتلكاتها وإتاحتها للباحثين دون توقف، والمكتبة المحمودية، ومكتبة المدينة المنورة العامة، ومكتبات مدارس: الأحسائية، والساقزلي، والشفاء، والعرفانية، والقازانية، وكيلي ناظري، إضافة إلى مكتبات: رباط الجبرت، ورباط سيدنا.

## أنظر أيضًا
- أوقاف سليمان بن عبد العزيز الراجحي
- وقف الملك عبد العزيز للعين العزيزية
- المخطوطات في السعودية